# Collège des Grassins

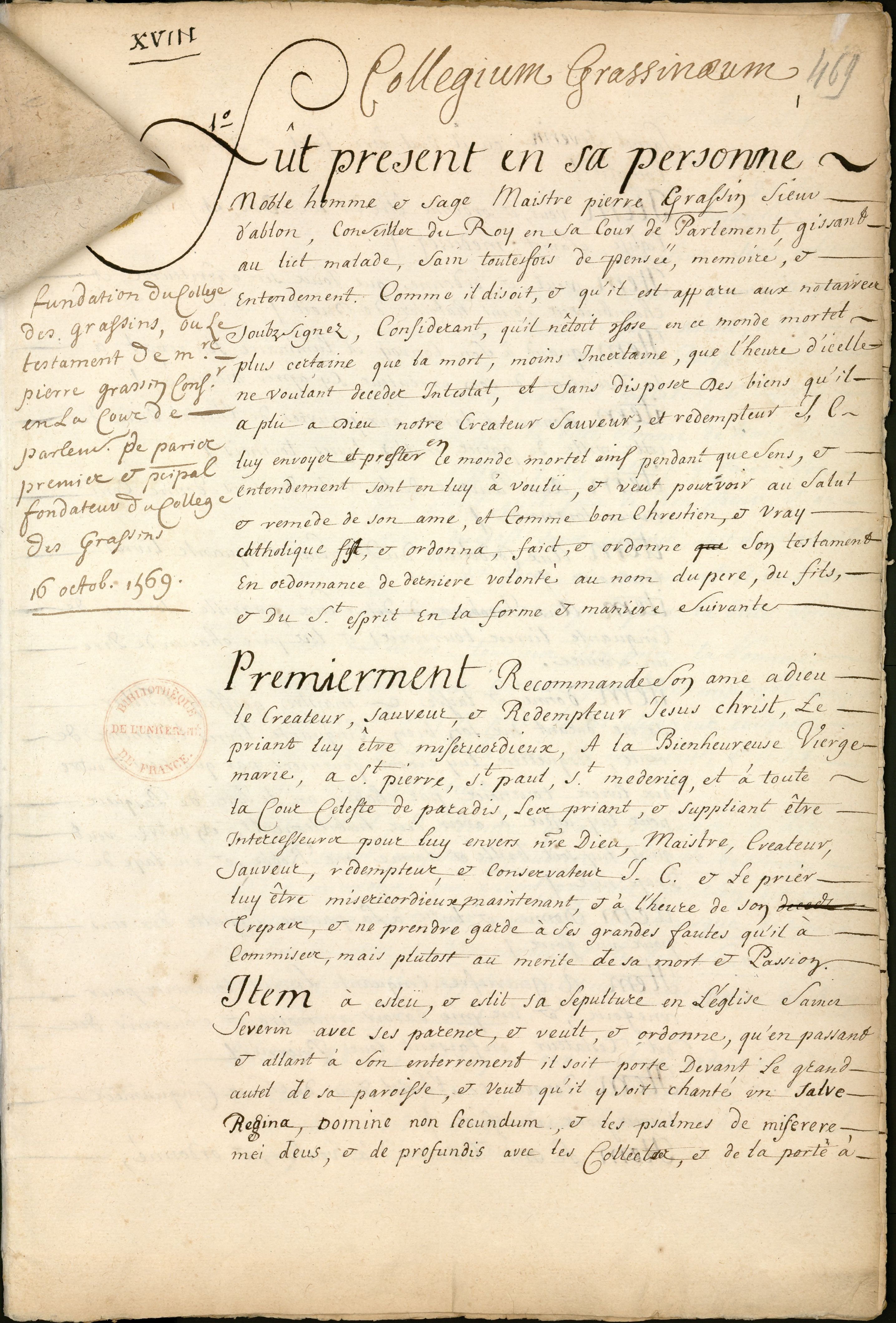
Collège des Grassins (Paris): Gründung und Satzung. Manuskript, circa 17. Jahrhundert (Sorbonne-Bibliothek, NuBIS)

Das Collège des Grassins ist ein Collège der alten Universität von Paris.
Das Collège des Grassins wurde im Jahre 1569 von Pierre Grassin, Herr von Ablon, einem Rat des Parlaments, des königlichen Gerichts in Paris, durch sein Testament gestiftet. Es liegt in der heutigen rue Laplace (früher rue des Amandiers), es bestand ursprünglich aus einer bourse für den Vorstand und sechs weiteren großen Stipendien für Studenten der Theologie, die bereits geprüft worden waren und sechs kleinen Stipendien für Humanisten und Artisten, darunter die Philosophen. Jeder der großen Stipendiaten hatte nach dem Wunsch des ersten Wohltäters die Studien von zwei Studenten der niedrigeren Kategorie überwachen. Der Erzbischof von Sens hatte diese Stipendiaten zu ernennen, und er musste sie aus den armen Studenten seiner Diözese wählen. Es war vorgesehen, dass der Prinzipal des Collège ein Doktor mit Lehrbefugnis oder zumindest als Baccalaureus in der Theologischen Fakultät von Paris aufgenommen war.
Der Schriftsteller Nicolas Chamfort wurde hier zum Abbé ausgebildet.
1639 schickte der Leiter Jean Coqueret seine Schüler zu Übungen beim Heiligen Vinzenz.
Der bekannte französische Priester Nicholas Letourneux war hier als Kaplan tätig.
Der irische Priester Michael Moore lehrte Philosophie und Rhetorik in den 1660er Jahren.
Der französische Historiker Charles Le Beau hatte Anfang des 18. Jahrhunderts den Lehrstuhl für Rhetorik inne.